# Jeff Caxide
Jeff Caxide es un bajista estadounidense, conocido por su participación en la banda de post-metal Isis, siendo uno de sus miembros fundadores hasta su disolución en el año 2010. Ha colaborado con la banda Red Sparowes, la cual también inició y posteriormente abandonó después de lanzar su primer álbum además de participar en el proyecto paralelo Spylacopa junto a Greg Puciato y Julie Christmas. Ayudó también a formar la banda de metalcore Cable, radicados en Connecticut. Su estancia en la banda fue breve, pero posteriormente ayudó a producir su álbum Gutter Queen lanzado en 1999.
Después de la disolución de Isis, Caxide trabajó en solitario en el álbum de corte ambient Endless Midnight bajo el seudónimo Crone, el cual fue lanzado en el año 2011 a través de Waylon Recordings. El álbum fue mezclado por su excompañero de Isis, Aaron Harris. Brooklyn Vegan puso a disponibilidad el tema "The Silver Hammer" vía streaming el 28 de juno de 2011 y Noisecreep transmitió la premier de "What You Dream Of" el 18 de julio.
En abril de 2012 anunció la formación de la banda Palms, la cual cuenta con Chino Moreno, vocalista de la banda Deftones y sus excompañeros de Isis; Aaron Harris y Bryant Clifford Meyer. Su álbum debut homónimo fue lanzado en junio de 2013.
Caxide menciona a Pink Floyd, Swans, The Cure y Mogwai como sus influencias.
Utiliza bajos Music Man Stingray y Sage. Entre sus pedales de efectos se encuentran: BOSS TU-2, BOSS DD-5, BOSS RV-3, BOSS PS-3, BOSS BF-3, BOSS GEB-7, Fulltone Bass-Drive.[cita requerida]

## Discografía
con Isis
- Mosquito Control (1998), Escape Artist Records
- The Red Sea (1999), Second Nature Recordings
- Sawblade (1999), Tortuga Recordings
- Isis / Pig Destroyer (2000) (Split con Pig Destroyer), Relapse Records
- Celestial (2000), Escape Artist Records
- SGNL>05 (2001), Neurot Recordings
- Oceanic (2002), Ipecac Recordings
- Panopticon (2004), Ipecac Recordings
- In the Fishtank 14 (2006) Split con Aereogramme, Konkurrent
- In the Absence of Truth (2006), Ipecac Recordings
- Wavering Radiant (2009), Ipecac Recordings
- Melvins / Isis (2010) (Split con Melvins), Hydra Head Records

con Red Sparowes
- At the Soundless Dawn (2005)

con House of Low Culture
- Edward's Lament (2003)[12]

con Spylacopa
- Spylacopa [EP] (2008)[3]

como Crone
- Endless Midnight (2011)
- Call A Priest/Ice On Wings (2012) Split 7" with Empty Flowers. Crone Remix of Ice On Wings[13]

con Palms
- Palms (2013)